# Tarot Egipcio

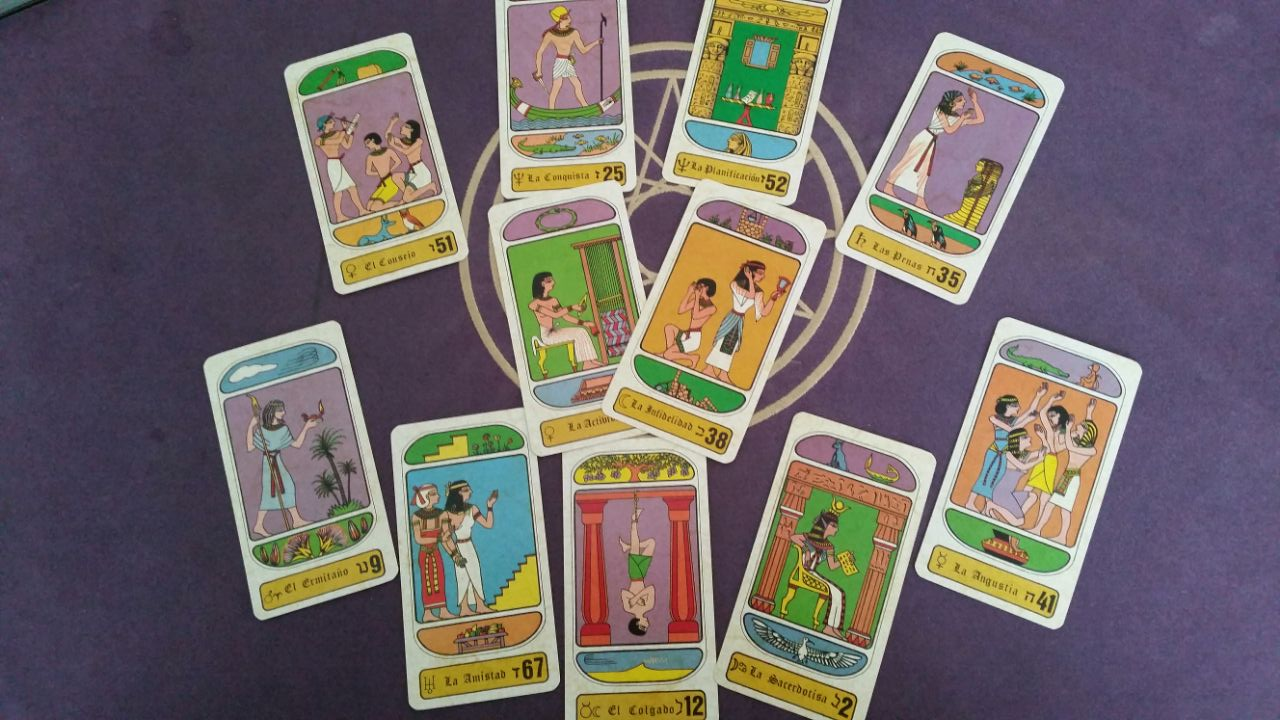
Algunos arcanos del Tarot Egipcio en la baraja actual.

El tarot egipcio es una versión del juego de cartas de tarot. Creada e ilustrada por el periodista y escritor de libros de autoayuda español Jesús Iglesias Janeiro y publicada junto con un libro titulado la cábala de predicción en el año de 1947 por editorial Kier. Es considerada por algunos creyentes del esoterismo como una de las barajas sagradas y la clave de todas las potencias y dogmas, se tiene como la más precisa, sin embargo , también se trata de un mazo controversial puesto que constantemente ha sido duramente criticada tanto por estudiosos de la Egiptología como por conocedores del tarot por su inexactitud simbólica respecto al uso de jeroglíficos y otros elementos de la iconografía usada en el atribuyendola al antiguo Egipto. Su estudio comprende el conocimiento de los colores, símbolos y los rasgos.
Las imágenes representadas son las del antiguo Egipto fácilmente reconocibles por quien tenga un conocimiento básico acerca de dicha civilización. La parte superior corresponde a una divinidad egipcia, con un componente más mental y espiritual. La parte inferior hace referencia a un símbolo que ayuda completar el significado de la carta.
Cada uno de los arcanos incluye dos valores en clave: uno espiritual y otro adivinatorio. Cada uno de ellos contiene información de la mitología egipcia, codificada en símbolos y signos esotéricos con datos e información específica. Incluye la letra hebrea correspondiente a la sabiduría de la Kabala e información astrológica.

### Leyenda

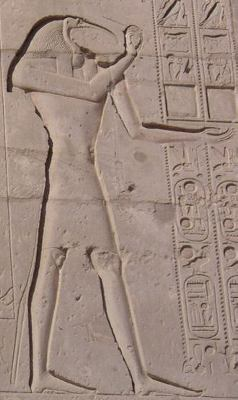
Bajorrelieve del Dios Thoth

El origen de estos naipes proviene del Antiguo Egipto, de una derivación del “libro de Tot”. El Dios Egipcio Tot o Thoth es considerado Dios de la sabiduría quien regaló a su pueblo unas láminas de papiro de oro puro que contenían los grandes secretos de la humanidad. Este regalo fue contenido en una caja y arrojado al fondo del río Nilo. Hacia el año 2.600 a. C. se encontraron 78 láminas de oro en el interior de una pirámide de Guiza, a las afueras de El Cairo. Al gran rey de Egipto Hermes se le llegó a considerar la encarnación de dicho Dios. Los arcanos mayores se cree que fueron obra suya. Muchos de los símbolos que aparecen en el libro de Thoth se cree que proceden de civilizaciones que poblaron la Tierra hace casi ochenta siglos y que dejaron huella con esos grabados. 
El “libro de Thoth” se escribió antes del comienzo de la civilización egipcia. En ese libro se condensaba todo el Universo, los animales, civilizaciones, el mundo material, intelectual y espiritual, lo divino, lo humano, el cosmos. Existe gran similitud entre los grabados del “libro de Thoth” y los grabados de las pirámides y las esfinges.
Antoine Court de Gebelin, lingüista francés, clérigo y estudioso del Tarot, creía que el nacimiento de las cartas se remonta al Antiguo Egipto. Etteilla, admirador de Gebelin, adivino, estudiante de magia y astrología creía que el Dios Thoth habría sido el creador de la baraja. Después de esto han surgido una gran cantidad de variaciones. Una de las últimas es la baraja diseñada por Margarita Arnal Moscardó, publicado en 1988.
Dice Etteilla que el libro de Thoth estaba en todos los hombres, que constituye el arte de la vida en el que los egipcios circunscribieron todas las luces, las ciencias, las virtudes físicas y morales para la supervivencia de la humanidad.
En el Antiguo Egipto el nombre personal era mucho más que una identificación. Como en el universo todo se resume a una vibración, es simple reducir un nombre a un número que coincida con los arcanos mayores. A partir de ello se podrá definir la personalidad y la evolución de un individuo.

### Diferencia con otras barajas
En las tiradas de cartas del tarot egipcio, no existen los cuatro palos: bastos, copas, espadas y oros, como en la mayor parte de barajas. Los Arcanos Menores tienen cada uno su propio nombre, y representan escenas de la vida cotidiana del hombre.

## Estructura
Como otras barajas de Tarot, el Tarot Egipcio se divide en dos grupos principales:
- Arcanos Menores: La baraja consta de 56 cartas caracterizadas por escenas cotidianas de la vida.
- Arcanos Mayores: Son un total de 22 naipes numerados. Los arcanos mayores son lo más importantes de cara a la adivinación, generalmente se sacan 4 arcanos mayores.

I. El Mago - El Hombre

II. La Sacerdotisa - La Mujer del Mago

III. La Emperatriz - Madre Divina

IV. El Emperador

V. El Jerarca - El Rigor - La Ley

VI. La indecisión - El Enamorado

VII. El Triunfo - El Carro de guerra

VIII. La Justicia - El Arcano de Job

IX. El Eremita - La Inacción

X. La Retribución - La Rueda de la Fortuna

XI. La Persuasión - El León Domado

XII. El Apostolado - El Sacrificio

XIII. La Inmortalidad - Muerte y Resurrección

XIV. La Templanza - Matrimonio, asociación

XV. La Pasión - Tifón Bafometo

XVI. La Torre Fulminada - La Fragilidad

XVII. La Esperanza - La Estrella

XVIII. Crepúsculo - Enemigos Ocultos

XIX. La Inspiración - El Sol Radiante

XX. La Resurrección

XXI. El Regreso - La Verdad - La Corona de la Vida

XXII. El Loco